# Навеки с Москвой, навеки с русским народом
«Навеки с Москвой, навеки с русским народом» — картина украинского советского художника Михаила Ивановича Хмелько, написанная в 1951 году.

## Сюжет
Картина изображает Переяславскую раду — собрание, состоявшееся 8 (18) января 1654 года в Переяславле, в ходе которого казацкие полковники и другая старшина приняли решение о вхождении в состав Русского царства. На картине запечатлён момент после речи гетмана Богдана Хмельницкого, когда казаки приветствуют гетмана, вышедшего в сопровождении царского посла боярина Василия Бутурлина и представителей духовенства.
Энциклопедия истории Украины пишет: «Шапки, взлетающие над толпой, блеск поднятых сабель, яркие наряды, хоругви и флаги на фоне заснеженных крыш и церковных куполов — всё это призвано передать общий подъем многолюдного собрания людей». Она отмечает, что картине свойственна «официальная парадность и искусственная патетика».

## Создание и роль картины
Картина была написана двукратным лауреатом Сталинской премии Михаилом Хмелько в рамках государственной программы празднования 300-летия воссоединения Украины с Россией. Впоследствии изображение картины Хмелько многократно воспроизводилось в газетах, журналах, учебниках, на стенах домов, на конфетных коробках с киевским «Птичьим молоком» и на спичечных коробках.